# Орёл Девятого легиона
«Орёл Девятого легиона» (англ. The Eagle of the Ninth) — историческое произведение английской писательницы Розмэри Сатклиф, посвящённое Британии времён Римской империи (после 117 года н. э.). Первая часть трилогии, продолжение — «Серебряная ветка» (The Silver branch, 1957) и «Факелоносцы» (The Lantern bearers, 1959). Основой сюжета послужила находка бескрылого орла (один из штандартов римских легионов) при раскопках в городе Силчестере на месте римского города Каллева Атребатум.
По мотивам романа снят вышедший в 2011 году фильм «Орёл Девятого легиона».

## Сюжет
Римский центурион Марк Флавий Аквила — командир небольшого римского гарнизона в Британии. Он прибыл на остров, надеясь разузнать что-нибудь о судьбе ушедшего 12 лет назад на север и бесследно исчезнувшего Девятого Испанского легиона, в котором его отец занимал должность примипила (старшего центуриона первой когорты, третьего человека в легионе после легата). В первой же стычке с бриттами Марк получает серьёзное ранение и вынужден оставить службу. Вылечившись, он переезжает жить к своему дяде Аквиле в городок Каллева (современный Силчестер), где убеждает местных жителей даровать жизнь проигравшему поединок гладиатору Эске, юноше из кельтского племени бригантов, и приобретает его как раба. Однажды у дяди проездом останавливается его старый друг, легат Шестого легиона Клавдий Иеронимиан. От него Марк узнаёт о смутных слухах о том, что на севере, за Валом Адриана, у одного из пиктских племён якобы видели орла пропавшего легиона. Власти опасаются, что орёл, как символ победы над римлянами, будет вдохновлять племена на войну с Римом. Марк решает узнать судьбу Девятого Испанского легиона и вернуть орла, надеясь, что после этого легион будет сформирован заново. Под видом глазного целителя Деметрия из Александрии Марк отправляется на север Британии с Эской.
Через нескольких месяцев поисков Марк и Эска встречают охотника по имени Гверн. Внешне ничем не отличающийся от местных жителей Гверн, однако, хорошо знает латынь, а меж бровей у него остался шрам — знак посвящения богу Митре, культ которого был широко распространён среди легионеров (такой же шрам есть и у самого Марка). Оказалось, Гверн — бывший центурион 6-й когорты пропавшего легиона. Направленный на север для подавления восстаний, легион понёс тяжёлые потери. На обратном пути солдаты взбунтовались, убили легата и военных трибунов и дезертировали. Легионеры, сохранившие верность присяге, во главе с отцом Марка были окружены пиктами и уничтожены, а раненого Гверна подобрали местные жители. Охотник сообщил, что захватившие орла принадлежали к племени эпидиев, и указал дорогу к этому племени.
Прибыв к эпидиям, Марк и Эска наблюдают праздник Новых Копий — посвящение мальчиков в воинов, где и видят орла, ставшего теперь священным предметом. От одного из стариков Марк узнаёт окончание истории о последней битве Девятого легиона. Следующей ночью друзья выкрадывают орла из святилища и затем прячут его в озере. Им удаётся доставить орла в дом дяди Аквилы, но надежды Марка не сбываются — даже последний героический бой не может стереть позор с имени Девятого Испанского, и легион не будет восстановлен. Марк, дядя Аквила и Клавдий Иеронимиан принимают решение похоронить орла в домашнем тайнике.
Несмотря на отказ Сената заново сформировать легион, заслуги Марка и Эски признаны Римом: вольноотпущенник Эска становится римским гражданином, а Марк получает пособие выслужившего срок центуриона. Часть пособия составляет участок земли для поселения в Британии, поскольку здесь было последнее место службы Марка. Клавдий Иеронимиан предлагает обменять надел на землю в Этрурии, откуда Марк родом, но тот отказывается и решает остаться в Британии.

## Публикации
- Журнал «Костёр» 1990 г. № 7-12.
- Сатклиф Р. Орёл Девятого легиона. — Л.: Дет. лит., 1990. — 239 с., ил.
- В книге Сатклиф Р. «Алый знак воина: Повести». — СПб.: Северо-Запад, 1993. — 510 с.
- Булвер-Литтон Э. Дж. Последние дни Помпей; Сатклиф Р. Орёл Девятого легиона. — Челябинск: Юж.-Урал. кн. изд-во, 1995. — 574 с.: ил.